# Сервия, Ориоль
Ориоль Сервия и Имберс (исп. Oriol Servià i Imbers; родился 13 июля 1974 года в Пальсе, Испания) — испанский автогонщик.
- Вице-чемпион серии Champ Car (2005).
- Чемпион серии Indy Lights (1999).

## Общая информация
Сервия закончил Политехнический университет Каталонии, получив степень инженера-механика.
Отец Ориоля — Сальвадор — сам занимался автоспортом и даже выигрывал чемпионат Испании по ралли в 1985 и 1986 годах; его мать — Монце — исполняла при Сальвадоре роль штурмана. Т.о. свою первую гонку младший Сервия провёл ещё в утробе матери, когда семейная пара принимала участие в Rally Dos Mil Curvas 1973.
Сервия-младший начинал своё увлечение моторными видами спорта с мотокросса — уже в два года отец впервые попробовал его посадить на мотоцикл самого малого объёма. В дальнейшем Ориоль сохранил любовь к этому виду спорта и до сих пор иногда гоняется в мотокроссовых соревнованиях. В 5 же лет Сервия-младший впервые попробовал себя в картинге.
Ориоль большой патриот Каталонии и в североамериканских сериях, где допускаются весьма вольные привязки пилотов к той или иной стране он всегда заявлялся не как испанец, а как каталонец.

## Спортивная карьера

### Первые годы
После полутора десятков лет в различных картинговых турнирах Ориоль попробовал себя в большом автоспорте: в 1993-м году он проводит дебютные старты в испанском туринге и во французской Формуле-Рено Campus. Опыты в кузовных сериях некоторое время шли параллельно основным выступлениям в гонках формульного типа, но вскоре Сервия сосредоточился целиком на гонках последних.
В середине 1990-х годов испанец пытается пробиться в элитные серии через французские чемпионаты; стабильно высокие результаты позволили даже попасть в программу поддержки молодых автогоночных талантов нефтяной компании Elf Aquitaine. После нескольких лет в сериях начального уровня Сервия в 1996 году дебютирует в Формуле-3: пара лет в гонках на подобной технике приносят результаты на уровне первой десятке пелотона, а также несколько тестовых сессий в команде Prost F1. Большего однако добиться не удалось: талант Сервии был не на столько ярок, чтобы заинтересовать потенциальных работодателей и спонсоров.
Не захотев пробовать свои силы в гонках кузовной техники, испанец нашёл себе место в североамериканской серии Indy Lights, подписав контракт с Dorricott Racing. Первый сезон ушёл на привыкание к новой технике и изучение незнакомых трасс: Сервия достаточно быстро смог оказываться очень быстрым на одном круге (трижды завершая квалификации на втором месте), но в гонках результаты некоторое время оставляли желать лучшего, но к концу года и они стабилизировались, позволив католонцу дважды в последних гонках попасть на подиумные позиции и завершить сезон на седьмом месте личного зачёта. Обретённая стабильность сохранилась и через год, когда Ориоль смог опередить в борьбе за титул чемпиона американца Кейси Мирса. Тот сезон был наполнен стратегической борьбой за очки и так получилось, что пара лидеров чемпионата не одержала за год ни одной победы.
Титул открыл испанцу путь в серию CART, где при поддержке Telefónica, он заменил в составе PPI Motorsport Скотта Пруэтта. Его партнёром стал ещё один чемпион Indy Lights: бразилец Кристиано да Матта. Постепенно учась обращаться с новой для него техникой и быть конкурентоспособным в более быстрых гонках Сервия хоть и значительно уступил напарнику по команде, но в квалификациях постепенно добрался до мест в десятке сильнейших, а в гонках единожды смог финишировать третьим. В 2001-м году PPI значительно сократила своё представительство в чемпионате: да Матта ушёл в Newman/Haas Racing, где вскоре смог завоевать чемпионский титул, а Ориоль довольствовался местом в Sigma Autosport, параллельно потеряв финансирование испанских телекоммуникационщиков. Это запомнился лишь парой пятых мест, позволивших через год перейти в потенциально более сильный коллектив PacWest Racing.

### 2002-07
В новой команде каталонец, правда, задержался всего на три гонки — после ухода нескольких крупных спонсоров владельцы команды уже к июню объявили о снятии с чемпионата. Партнёр Сервии — Скотт Диксон — тут же ушёл к Чипу Ганасси, а Сервии пришлось ждать своего шанса до конца июля, когда в Patrick Racing решили уволить Таунсенда Белла. Заменив американца, испанец выступал немногим сильнее, но более частные финиши в очковой зоне позволили ему сначала доехать сезон, а затем и продлить контракт ещё на год. В 2003-м году, когда из-за трений в руководстве серии часть команд и большинство трасс овального типа ушли в Indy Racing League возможности Ориоля дополнительно возросли: множество ффинишей в Top5 позволили ему взобраться на седьмую строчку личного зачёта, а в гонках он несколько раз был близок к победам: в Милуокки и Монреале он дважды уступал Мишелю Журдену: сначала 0,5 секунды, а затем 1,2.
Развить успех в сезоне-2004 не удалось: коллектив Пэта Патрика покинул серию, а новым работодателем Ориоля стал Дейл Койн. Недавний поставщик мест в серии всем желающим, кто имеет достаточное финансирование, смог перед тем сезоном наконец найти постоянное финансирование хотя бы на одну из своих машин, чтобы сажать туда не всех подряд, а лучшего из свободных пилотов, не имеющих контракта. Ориоль смог оправдать доверия нового работодателя: в квалификациях испанец несколько раз показывал время в числе пяти быстрейших машин, а в гонках на этапе в Лагуна-Секе даже принёс Dale Coyne Racing финиш на подиумной позиции.
Сотрудничество с Койном завершилось в первые дни лета 2005 года: его контракт выкупили владельцы Newman/Haas Racing, оставшиеся после Indy 500 без одного из боевых пилотов (Бруно Жункейра попал в тяжёлую аварию и, в итоге, был вынужден пропустить остаток сезона). Сервия достойно заменил бразильцы: семь раз в одиннадцати гонках он финиширует в Top3, по разу став сильнейшим в квалификации и в гонке. Его стабильность позволяет ему к концу года выбраться на второе место в личном зачёте, но продлить контракт не удаётся: в следующем году Жункейра возвращается за руль, а под третью машину Карлу Хаасу спонсоров найти не удаётся.
Новым работодателем испанца становится PKV Racing. Год оказывается не слишком стабильным, но несколько финишей в Top5 позволяют ему закончить год на одиннадцатом месте личного зачёта. На гран-при Кливленда испанец приносит команде единственный для неё в том сезоне подиум. В межсезонье продлить контракт с командой не удалось и впервые за долгое время Ориоль остался перед сезоном без места; впрочем уже к середине апреля он подписывает контракт с Forsythe Racing, заменив травмированного Пола Трейси. В первой же гонке испанец прорывается через весь пелотон, отыгрывая тринадцать позиций, и финишируя вторым. Во второй гонке Ориоль финиширует четвёртым. На этапе в Портленде возвращается в строй Трейси. Владелец команды Джеральд Форсайт оказывается перед выбором кого оставить вторым пилотом при канадце и после некоторых сомнений оставляет в команде Сервию. Испанец выступает за команду до конца европейской части календаря, уверенно держась на шестом месте в личном зачёте. Однако перед австралийской гонкой ему приходится покинуть команду: по финансовым причинам его меняет Давид Мартинес. Уход из Forsythe Racing не приводит к потери гоночной практики: уже к Голд-Косту удаётся договориться с PKV Racing и доехать сезон за них, сохранив благодаря подиуму на финальной гонке сезона шестое место в чемпионате.
Также в этот период Ориоль проводит несколько стартов в классе прототипов Grand Am: экипаж Doran Racing с его участием финиширует в Top10 на марафонских этапах в Юте и Дейтоне на рубеже 2006 и 2007 годов.

### 2008-12
В 2008 году Champ Car объединил свой календарь с IRL IndyCar. Каталонец продляет контракт с командой Калховена и Вассера, вместе с ними проведя полный сезон в обновлённой серии. Смена техники и возвращение в гонки на овалах для всех «чампкаровских» команд проходит не беспроблемно, но постепенно они догоняют по скорости «индикаровские» команды на всех типах трасс. Сервия в подобных условиях оказывается сильнейшим из пилотов «чампкаровских» команд, занимая девятое место в личном зачёте, но в гонках его лучшим результатом становится одно четвёртое место (результат пришёлся на этап в Детройте, где ближе к финишу испанцу пришлось сдерживать сильнейшего пилота того сезона — новозеландца Скотта Диксона).
В 2009 году Ориоль с трудом дважды находит себе место боевого пилота: в Indy 500 он участвует за рулём болида команды Бобби Рэйхола, а в августе на четыре гонки подписывает контракт с Newman/Haas/Lanigan Racing. Последний опыт оказывается наиболее удачным: начав с одиннадцатого места, Сервия в каждой следующей гонке финиширует всё выше, завершив свой отрезок календаря четвёртым местом в гонке в Мотеги.
В 2010-м году Сервия не находит себе места в серии, но в 2011-м году, заручившись поддержкой Telemundo он выкупает себе место в кокпите одной из машин Newman/Haas Racing. Одна из самых заслуженных команд американского автоспорта очнулась в том сезоне от нескольких лет неудач и позволила своему пилоту взобраться на четвёртое место в личном зачёте. В Indy 500 каталонец квалифицируется третьим, а финиширует на шестой позиции, пролидировав восемнадцать кругов по ходу дистанции. Дважды он был близок к победе, но в Нью-Хэмпшире помешали погодные условия, из-за которых гонка была остановлена досрочно, а в Балтиморе он на финише был больше заинтересован в сдерживании соперников, чем в атаках на лидировавшего Уилла Пауэра. Перспективы развития успеха в сезоне-2012 не сбылись из-за крупного завала на последнем этапе в Лас-Вегасе: гибель Дэна Уэлдона лишила команду поддержки Telemundo, а найти ей замену они так и не смогли.
В этом же 2011-м году Ориоль пробует себя в гонках GT, стартуя за заводскую команду Jaguar в 12 часах Себринга. Машина ломается уже после 35 кругов дистанции.
Тем не менее каталонец провел сезон-2012 на полном расписании, подписав контракт с Dreyer & Reinbold Racing. Бул и Рейнбольд не без труда находили к каждому этапу финансирование, а подписанный перед сезоном контракт с Lotus на поставку двигателей первоначально не сулил особых результатов, однако заключённый перед Indy 500 союз с Panther Racing и переход на моторы Chevrolet позволил значительно подтянуть результаты: уже на «старой кирпичнице» Сервия смог стать четвёртым, а в дальнейшем ещё несколько раз финишировал в Top5. Год испанец закончил на тринадцатой строчке личного зачёта.

## Статистика результатов в моторных видах спорта

### Сводная таблица
| 1993      | Французская Формула-Рено Campus   | La Filière                                        | н/д | н/д | н/д | 2   | 229 | 2-й   |
| 1993      | STCC                              |                                                   | н/д | н/д | н/д | 0   | н/д | н/д   |
| 1995      | Французская Формула-Рено          | La Filière                                        | н/д | н/д | н/д | н/д | 61  | 6-й   |
| 1995      | Французский кубок Porsche Carrera | н/д                                               | н/д | н/д | н/д | н/д | н/д | н/д   |
| 1996      | Французская Формула-3             | Winfield                                          | 14  | 0   | 0   | 0   | 72  | 5-й   |
| 1997      | Французская Формула-3             | La Filière                                        | 17  | 0   | 1   | 1   | 62  | 8-й   |
| 1997      | Британская Формула-3              | La Filière                                        | 1   | 0   | 0   | 0   | 8   | 19-й  |
| 1997      | F3 Masters                        | н/д                                               | 1   | 0   | 0   | 0   |     | 17-й  |
| 1997      | Гран-при Макао Ф3                 | La Filière                                        | 1   | 0   | 0   | 0   |     | 6-й   |
| 1997      | Еврокубок Renault Spider          | н/д                                               | н/д | н/д | 1   | 0   | 59  | 8-й   |
| 1998      | Indy Lights                       | Dorricott Racing                                  | 14  | 0   | 0   | 0   | 73  | 7-й   |
| 1999      | Indy Lights                       | Dorricott Racing                                  | 12  | 3   | 0   | 0   | 130 | 1-й   |
| 2000      | CART                              | PPI Motorsports                                   | 18  | 0   | 0   | 0   | 60  | 15-й  |
| 2001      | CART                              | Sigma Autosport                                   | 20  | 0   | 0   | 0   | 42  | 19-й  |
| 2002      | CART                              | PWR Championship Racing Patrick Racing            | 13  | 0   | 1   | 0   | 44  | 16-й  |
| 2002      | Indy Racing League                | Walker Racing                                     | 0   | 0   | 0   | 0   |     | НК    |
| 2003      | Champ Car                         | Patrick Racing                                    | 18  | 0   | 0   | 0   | 108 | 7-й   |
| 2004      | Champ Car                         | Dale Coyne Racing                                 | 14  | 0   | 0   | 0   | 199 | 10-й  |
| 2005      | Champ Car                         | Dale Coyne Racing Newman/Haas Racing              | 13  | 1   | 0   | 1   | 288 | 2-й   |
| 2006      | Champ Car                         | PKV Racing                                        | 14  | 0   | 0   | 0   | 197 | 11-й  |
| 2006      | RSCS (класс DP)                   | Doran Racing                                      | 1   | 0   | н/д | 0   | 23  | 100-й |
| 2007      | Champ Car                         | Forsythe Racing                                   | 13  | 0   | 0   | 0   | 237 | 6-й   |
| 2007      | RSCS (класс DP)                   | Doran Racing                                      | 1   | 0   | н/д | 0   | 24  | 69-й  |
| 2008      | IRL IndyCar                       | KV Racing Technology                              | 16  | 0   | 0   | 0   | 358 | 9-й   |
| 2008      | Champ Car                         | KV Racing Technology                              | 1   | 0   | н/д | 0   |     | 5-й   |
| 2008      | Nikon Indy 300                    | KV Racing Technology                              | 1   | 0   | 0   | 0   |     | 5-й   |
| 2009      | IRL IndyCar                       | Rahal Letterman Racing Newman/Haas/Lanigan Racing | 5   | 0   | 0   | 0   | 115 | 21-й  |
| 2011      | IRL IndyCar                       | Newman/Haas Racing                                | 17  | 0   | 0   | 0   | 425 | 4-й   |
| 2011      | ALMS (класс GT)                   | Rocketsports Racing                               | 1   | 0   | 0   | 0   | 0   | НК    |
| 2012      | IRL IndyCar                       | Dreyer & Reinbold Racing                          | 15  | 0   | 1   | 0   | 287 | 13-й  |
| 2013      | IRL IndyCar                       | Dreyer & Reinbold Racing Panther Racing           | 12  | 0   | 0   | 0   | 233 | 22-й  |
| 2014      | IRL IndyCar                       | Rahal Letterman Lanigan Racing                    | 4   | 0   | 0   | 0   | 88  | 24-й  |
| 2014—2015 | Формула-E                         | Dragon Racing                                     | 4   | 0   | 0   | 0   | 16  | 19-й  |
| 2015      | IRL IndyCar                       | Rahal Letterman Lanigan Racing Andretti Autosport | 2   | 0   | 0   | 0   | 46  | 32-й  |

### Гонки формульного типа

#### Indy Lights
| 1998 | Dorricott | MIA 4 | LBH 19 | NAZ 13 | STL 16 | MIL 14 | DET 6 | POR 21 | CLE 6 | TOR 10 | MIS 5 | TRO 2 | VAN 19 | LAG 2 | FON 25 | 73  | 7-й |
| 1999 | Dorricott | MIA 6 | LBH 12 | NAZ 2  | MIL 5  | POR 2  | CLE 2 | TOR 2  | MIS 5 | DET 2  | CHI 4 | LAG 7 | FON 14 |       |        | 130 | 1-й |

Жирным выделен старт с поул-позиции.

#### Champ Car
| 2000 | PPI         | Reynard 2Ki | Toyota RV8E  | MIA НФ | LBH 6  | RIO НФ | MOT НФ | NAZ 9  | MIL 19 | DET 3  | POR 8  | CLE НФ | TOR 11 | MIS 8  | CHI НФ | MDO 10 | ROA 10 | VAN 11 | LAG НФ | GAT 5  | HOU 9  | SRF 9  | FON НФ | 60  | 15-й |
| 2001 | Sigma       | Lola B01/00 | Ford XF      | MTY 14 | LBH 14 | NZR 9  | MOT 14 | MIL 14 | DET 16 | POR 9  | CLE 17 | TOR 23 | MIS 11 | CHI 18 | MDO 9  | ROA 10 | VAN 5  | LAU 5  | ROC 10 | HOU 26 | LAG 17 | SRF 25 | FON 11 | 42  | 19-й |
| 2002 | PWR         | Lola B02/00 | Toyota RV8F  | MTY 10 | LBH 11 | MOT 6  |        |        |        |        |        |        |        |        |        |        |        |        |        |        |        |        |        | 44  | 16-й |
| 2002 | Patrick     | Reynard 02i | Toyota RV8F  |        |        |        |        |        |        |        |        |        | VAN 14 | MDO 10 | ROA 16 | MTL 16 | DEN 11 | ROC 4  | MIA 17 | SRF 16 | FON 5  | MXC 9  |        | 44  | 16-й |
| 2003 | Patrick     | Lola B02/00 | Ford XFE     | STP 12 | MTY 18 | LBH 12 | BRH 4  | LAU 5  | MIL 2  | LAG 6  | POR 5  | CLE 6  | TOR 5  | VAN 16 | ROA 18 | MDO 18 | MTL 2  | DEN 3  | MIA 19 | MXC 13 | SRF 19 |        |        | 108 | 7-й  |
| 2004 | Coyne       | Lola B02/00 | Ford XFE     | LBH 15 | MTY 14 | MIL 7  | POR 11 | CLE 4  | TOR 9  | VAN 12 | ROA 6  | DEN 6  | MTL 9  | LAG 3  | LVG 12 | SRF 13 | MXC 7  |        |        |        |        |        |        | 199 | 10-й |
| 2005 | Coyne       | Lola B02/00 | Ford XFE     | LBH 11 | MTY 9  |        |        |        |        |        |        |        |        |        |        |        |        |        |        |        |        |        |        | 288 | 2-й  |
| 2005 | Newman/Haas | Lola B02/00 | Ford XFE     |        |        | MIL 3  | POR 16 | CLE 3  | TOR 2  | EDM 2  | SJO 3  | DEN 4  | MTL 1  | LVG 2  | SRF 5  | MXC 4  |        |        |        |        |        |        |        | 288 | 2-й  |
| 2006 | PKV         | Lola B02/00 | Ford XFE     | LBH 18 | HOU 12 | MTY 8  | MIL 5  | POR 10 | CLE 3  | TOR 12 | EDM 4  | SJO 8  | DEN 15 | MTL 16 | ROA 4  | SRF 13 | MXC 6  |        |        |        |        |        |        | 197 | 11-й |
| 2007 | Forsythe    | Panoz DP01  | Cosworth XFE |        | LBH 2  | HOU 4  | POR 11 | CLE 7  | MTT 9  | TOR 10 | EDM 6  | SJO 3  | ROA 4  | ZOL 6  | ASN 8  |        |        |        |        |        |        |        |        | 237 | 6-й  |
| 2007 | PKV         | Panoz DP01  | Cosworth XFE |        |        |        |        |        |        |        |        |        |        |        |        | SRF 14 | MXC 3  |        |        |        |        |        |        | 237 | 6-й  |

Жирным выделен старт с поул-позиции. Курсивом — быстрейший круг в гонке.

#### IndyCar
| 2002 | Walker                    | Dallara      | Chevrolet    |        |        |        |        | IND НПК |         |         |        |        |        |        |        |        |        |        |        |       |          | -   | НК   |
| 2008 | KV                        | Dallara      | Honda        | HMS 12 | STP 7  | -      |        | KAN 11  | IND 11  | MIL 6   | TXS 26 | IOW 16 | RIR 5  | WGL 23 | NSH 16 | MDO 5  | EDM 5  | KTY 12 | SNM 15 | DET 4 | CHI 17   | 358 | 9-й  |
| 2008 | KV                        | Panoz DP01   | Cosworth XFE |        |        |        | LBH 5  |         |         |         |        |        |        |        |        |        |        |        |        |       |          | 358 | 9-й  |
| 2009 | Rahal Letterman           | Dallara      | Honda        |        |        |        | IND 26 |         |         |         |        |        |        |        |        |        |        |        |        |       |          | 115 | 21-й |
| 2009 | Newman/Haas/Lanigan       | Dallara      | Honda        |        |        |        |        |         |         |         |        |        |        |        |        | MDO 11 | SNM 6  | CHI 7  | MOT 4  |       |          | 115 | 21-й |
| 2011 | Newman/Haas               | Dallara      | Honda        | STP 9  | ALA 5  | LBH 6  | SAO 5  | IND 6   | TXS1 21 | TXS2 25 | MIL 3  | IOW 14 | TOR 12 | EDM 22 | MDO 8  | NHM 2  | SNM 11 | BAL 2  | MOT 5  | KTY 6 | LVS Отм. | 425 | 4-й  |
| 2012 | Dreyer & Reinbold         | Dallara DW12 | Lotus        | STP 16 | ALA 13 | LBH 16 | SAO 11 |         |         |         |        |        |        |        |        |        |        |        |        |       |          | 287 | 13-й |
| 2012 | Panther/Dreyer & Reinbold | Dallara DW12 | Chevrolet    |        |        |        |        | IND 4   | DET 5   | TXS 20  | MIL 4  | IOW 21 | TOR 5  | EDM 24 | MDO 25 | SNM 19 | BAL 7  | FON 19 |        |       |          | 287 | 13-й |

Жирным выделен старт с поул-позиции. Курсивом — быстрейший круг в гонке.

#### Результаты в Indy 500
| Год  | Шасси        | Мотор     | СП   | ФП   | Команда                   |
| ---- | ------------ | --------- | ---- | ---- | ------------------------- |
| 2002 | Dallara      | Chevrolet | НПК  | НПК  | Walker                    |
| 2002 | Dallara      | Infiniti  | НПК  | НПК  | Conquest                  |
| 2008 | Dallara      | Honda     | 25-й | 11-й | KV                        |
| 2009 | Dallara      | Honda     | 25-й | 26-й | Rahal Letterman           |
| 2011 | Dallara      | Honda     | 3-й  | 6-й  | Newman/Haas               |
| 2012 | Dallara DW12 | Chevrolet | 27-й | 4-й  | Panther/Dreyer & Reinbold |

#### Сводная статистика в гонках «чампкаров»
| Сезоны | Команды | Старты | ПП | Победы | Подиумы | Top10 | Победы в Indy 500 | Титулы |
| ------ | ------- | ------ | -- | ------ | ------- | ----- | ----------------- | ------ |
| 13     | 11      | 175    | 1  | 1      | 18      | 78    | 0                 | 0      |